# Cherthala
Cherthala är en stad i den indiska delstaten Kerala, och tillhör distriktet Alappuzha. Folkmängden uppgick till cirka 50 000 invånare vid folkräkningen 2011. Storstadsområdet beräknades ha nästan 700 000 invånare 2018. 